# Autodromo del Levante
L'Autodromo del Levante è un tracciato automobilistico e motociclistico italiano permanente situato nei pressi della città di Binetto.

## Storia
L'Autodromo del Levante fu inaugurato il 10 giugno 1989. Tra le più importanti manifestazioni motociclistiche ospitate c'è il Trofeo Inverno che alla sua prima edizione vide come vincitore Max Biaggi. Negli anni a seguire si sono avvicendati altri piloti tra i quali Michele Pirro, Gianluca Vizziello, Alessandro Polita, Raffaele De Rosa, Diego Giugovaz, Loris Capirossi e Valentino Rossi.

## Descrizione del circuito
Il tracciato dell'Autodromo del Levante è così composto:
- si snoda in 9 curve, 6 a destra e 3 a sinistra;
- Sono presenti 2 rettilinei;
- Le curve 1, 6 e 8 sono dedicate ai piloti Paolo Gargano, Gianni Ricciardi e Marco Simoncelli.

## Eventi
Sull'asfalto dell'autodromo vengono disputate sia gare ufficiali che altri tipi di eventi:
- Trofeo Inverno
- Levante Race of Champions, una gara di durata riservata ai kart;
- prove libere per auto stradali, moto e auto da corsa, con sessioni differenziate tra piloti amatori ed esperti